# Toei Company
Toei Company, Ltd. (東映株式会社 Tōei Kabushiki-gaisha?, un acronim pentru  (東京映画配給 Tōkyō Eiga Haikyū?) lit. 'Tokyo Film Distribution'; /ˈtoʊ.eɪ/), cunoscută simplu ca Toei Company sau Toei, este o companie japoneză de divertisment. Cu sediul în Ginza, Chūō, Tōkyō, este implicată în producția de film și televiziune, distribuție, dezvoltarea de jocuri video, publicație și deținerea a 34 de cinematografe. De asemenea, Toei deține și operează studiouri în Tokyo și Kyoto și deține acțiuni în mai multe companii de producție de televiziune. Compania este renumită pentru producția de anime și drame live-action cunoscute ca tokusatsu, care încorporează efecte vizuale speciale. Este cunoscută și pentru producerea de drame de perioadă. Toei este acționarul majoritar al Toei Animation și este recunoscută pentru francize precum Kamen Rider și Super Sentai.
Toei este unul din cei patru membri ai Motion Picture Producers Association of Japan (MPPAJ 日本映画製作者連盟) și este astfel unul din cele Patru Mari studiouri de film ale Japoniei alături de Kadokawa Daiei Studio, Shochiku și Toho.